# ماركوس أوريليو دي باولو
ماركوس أوريليو دي باولو (بالإسبانية: Marcos Aurellio Di Paulo)‏ (27 سبتمبر 1920 في الأرجنتين - 28 سبتمبر 1996) هو لاعب كرة قدم أرجنتيني في مركز مهاجم ‏. لعب مع تشاكاريتا جيونيورز وفيليز سارسفيلد وكلوب ليون ونادي برشلونة.

## وصلات خارجية
- ماركوس أوريليو دي باولو على موقع قاعدة بيانات كرة القدم.إي يو (الإنجليزية)